# Podocarpus nivalis
Podocarpus nivalis (totara de nieve o totara de montaña ) es una especie de conífera en la familia Podocarpaceae.
Se le encuentra solo en Nueva Zelanda. Crece en las montañas y tierras subalpinas desde los 37° hasta el extremo sur de Nueva Zelanda aproximadamente a 46° de latitud sur. Mide hasta 5 m de alto.

## Cultivo y usos
Es uno de los podocarpos más resistentes al frío del hemisferio sur, ha resistido −25 °C en las islas británicas, más bajas temperaturas que todas las que se han registrado históricamente en su país nativo. Necesita grandes cantidades de lluvia. Es una planta muy hermosa.